# Josune Bereziartu
Josune Bereziartu Urruzola (Lazcano, Guipúzcoa, 19 de enero de 1972) es una escaladora española reconocida por ser la primera mujer en escalar las rutas 8c (5.14b), 8c+ (5.14c), 9a (5.14d) y 9a/9a+ liderando la máxima dificultad femenina de la escalada deportiva mundial desde 1997 hasta 2017.

## Biografía
Josune Bereziartu nació el 19 de enero de 1972 en Lazcano, un pueblo de la provincia de Guipúzcoa, en el norte de España. Josune se animó a escalar por primera tras ver un episodio del programa de televisión Al filo de lo imposible en el que se veía a Miriam García Pascual y Mònica Serentill escalando en las gargantas del Verdon. El novio de su hermana le presentó a algunos escaladores para que aprendiese de la manera correcta, y así comenzó a escalar a los 17 años. Bereziartu está casada con su compañero de escalada de muchos años, Rikar Otegui, también su entrenador.
Durante la semana, Bereziartu trabaja como agente comercial de Mapfre. Bereziartu diseña y crea sus propias presas de resina para venderlas en muros de escalada.

## Trayectoria deportiva
Bereziartu ha superado consistentemente los límites de lo que las mujeres habían logrado en la escalada deportiva. Cuando comenzó su carrera seria, estaba obsesionada con ser la primera mujer en completar una ruta, sin importar si los hombres la habían escalado antes. Al conquistar Bain de Sang, se convirtió en la primera mujer en escalar un 5.14d. También ha escalado muchos otros 5.14s.
Es la primera mujer que escaló el grado 9a/5.14d de Bain de Sang, en 2002, y Logical Progression. Bain de Sang en St Loup, Suiza, fue escalada por primera vez por Fred Nicole y fue la tercera ruta 9a del mundo. Logical Progression es una ruta deportiva de Dai Koyamada.
En mayo de 2005 hizo el segundo ascenso de Bimbaluna, con una calificación de 9a/9a + (5.14d / 5.15a). Bimbaluna fue originalmente escalado por Francois Nicole (el hermano de Fred) en mayo de 2004. La ruta está a la derecha de Bain de Sang.
Hace viajes anuales de escalada aprovechando sus vacaciones. Ha estado escalando desde 1989.

## Rankings

### Copa del Mundo de Escalada
| Discipline | 1993 | 1994 | 1995 | 1996 | 1997 | 1998 | 1999 | 2000 |
| ---------- | ---- | ---- | ---- | ---- | ---- | ---- | ---- | ---- |
| Guiada     | 55   |      | 25   | 26   | 18   | 8    | 7    | 35   |
| Bulder     |      |      |      |      |      |      | 14   |      |

### Campeonatos del Mundo de Escalada
|        | 1995 | 1997 | 1999 |
| ------ | ---- | ---- | ---- |
| Guiada | 24   | 15   | 8    |

## Palmarés
Ha liderado la máxima dificultad femenina de la escalada deportiva mundial desde 1997 hasta 2017.
Ha sido seis veces campeona de España, hasta que en 1996, dejó de presentarse por falta de motivación.
- 1997: Récord nacional femenino al encadenar Fetuccini, en El Convento, Álava, de dificultad 8b+.
- 1998: Récord mundial femenino con Honky Tonky, Oñate, España, de dificultad 8c.[7]
- 2000: Récord mundial femenino con Honky Mix, de dificultad 8c+.
- 2002: Récord mundial femenino con Bain de Sang, de dificultad 9a.[8]
- 2005: Récord mundial femenino al encadenar Bimbaluna, de dificultad 9a/a+.[9][10]
- 2006: Primera mundial femenina al encadenar Hidrofobia a vista en Montsant, Tarragona, de dificultad 8b+.[11][12]
- 2006: Rock Legends Award.[13][14]
- 2007: Ascensión al Mont Blanc.[15]

## Premios y reconocimientos
- 1998:  Medalla de Bronce de la Real Orden del Mérito Deportivo, otorgada por el Consejo Superior de Deportes.
- 2000:  Medalla de Plata de la Real Orden del Mérito Deportivo, otorgada por el Consejo Superior de Deportes.
- 2006: Premio de la Federación Española de Montañismo Deportivo a la mejor actividad de escalada del 2006.[16]